# Iván Jaksic
Iván Vladimir Jaksic Andrade (Punta Arenas, 14 de marzo de 1954) es un académico e historiador chileno, especializado en la historia de Chile y de Hispanoamérica, así como en la obra de Andrés Bello y en la historia de la filosofía chilena. En 2020 fue reconocido con el Premio Nacional de Historia de Chile.

## Biografía

### Familia y estudios
Hijo de Fabián Jaksic Rakela y de Nidia Andrade, ambos funcionarios de la Empresa Nacional del Petróleo (en la que su padre llegaría a ser secretario general) y hermano de Fabián Jaksic, quien llegaría a ser un destacado biólogo y ganaría en 2018 el Premio Nacional de Ciencias Naturales.
Inició sus estudios primarios en el Liceo Industrial Armando Quezada Acharán de su natal Punta Arenas, pero tras la mudanza de su familia a Santiago en 1965, continuaría sus estudios secundarios en la Escuela Superior Industrial de Puente Alto, de la que egresaría con especialidad en Mecánica Industrial. En 1971 entraría a estudiar filosofía en la Universidad de Chile, estudios que se verían truncados por la dictadura militar que asoló su país. En 1976 emigraría a Estados Unidos, donde obtendría un máster en Estudios estadounidenses (en 1978), así como un máster y un doctorado en Historia (ambos en 1981), por la Universidad Estatal de Nueva York en Búfalo.
Está casado desde 1982 con Carolina Arroyo, junto con quien tiene una hija llamada Ilse.

### Trayectoria académica
Gran parte de su carrera académica la desarrolló en Estados Unidos, habiendo sido docente e investigador en las universidades de Stanford, Berkeley, Milwaukee y Notre Dame. Actualmente dirige el programa de la Universidad Stanford en América Latina, además de ejercer como presidente del Consejo Académico del Centro de Estudios de Historia Política de la Universidad Adolfo Ibáñez.
En septiembre de 2015 fue electo como miembro de número de la Academia Chilena de la Lengua, sucediendo al filósofo Humberto Giannini en el sillón número 12. Tomó posesión de su plaza el 29 de mayo de 2016, con un discurso dedicado al «Temperamento antitecnológico en la cultura hispánica».
En 2020 fue reconocido con el Premio Nacional de Historia. Su nominación para el galardón fue patrocinada por la Universidad Adolfo Ibáñez, destacando su aporte en materia de derechos humanos, su foco en la transición democrática, así como la promoción de investigaciones colectivas y el haber «proyectado la historiografía chilena a nivel internacional», dicha candidatura contó con el apoyo de diversos académicos y personalidades de su país y del extranjero.

## Publicaciones destacadas
- Andrés Bello: La pasión por el orden. Santiago: Editorial Universitaria. 2001. ISBN 9789561115774. OCLC 48887968.
- Ven conmigo a la España lejana. México: Fondo de Cultura Económica. 2007. ISBN 9789562890564. OCLC 427467276.
- Rebeldes académicos. La filosofía chilena desde la Independencia hasta 1989. Santiago: Universidad Diego Portales. 2013. ISBN 9789563142006. OCLC 949108401.
- El debate fundacional: los orígenes de la historiografía chilena. Santiago: Fondo de Cultura Económica. 2021. ISBN 9789562892360. OCLC 1318903286.